# Evangelische Kirche Friedrichsthal (Saar)

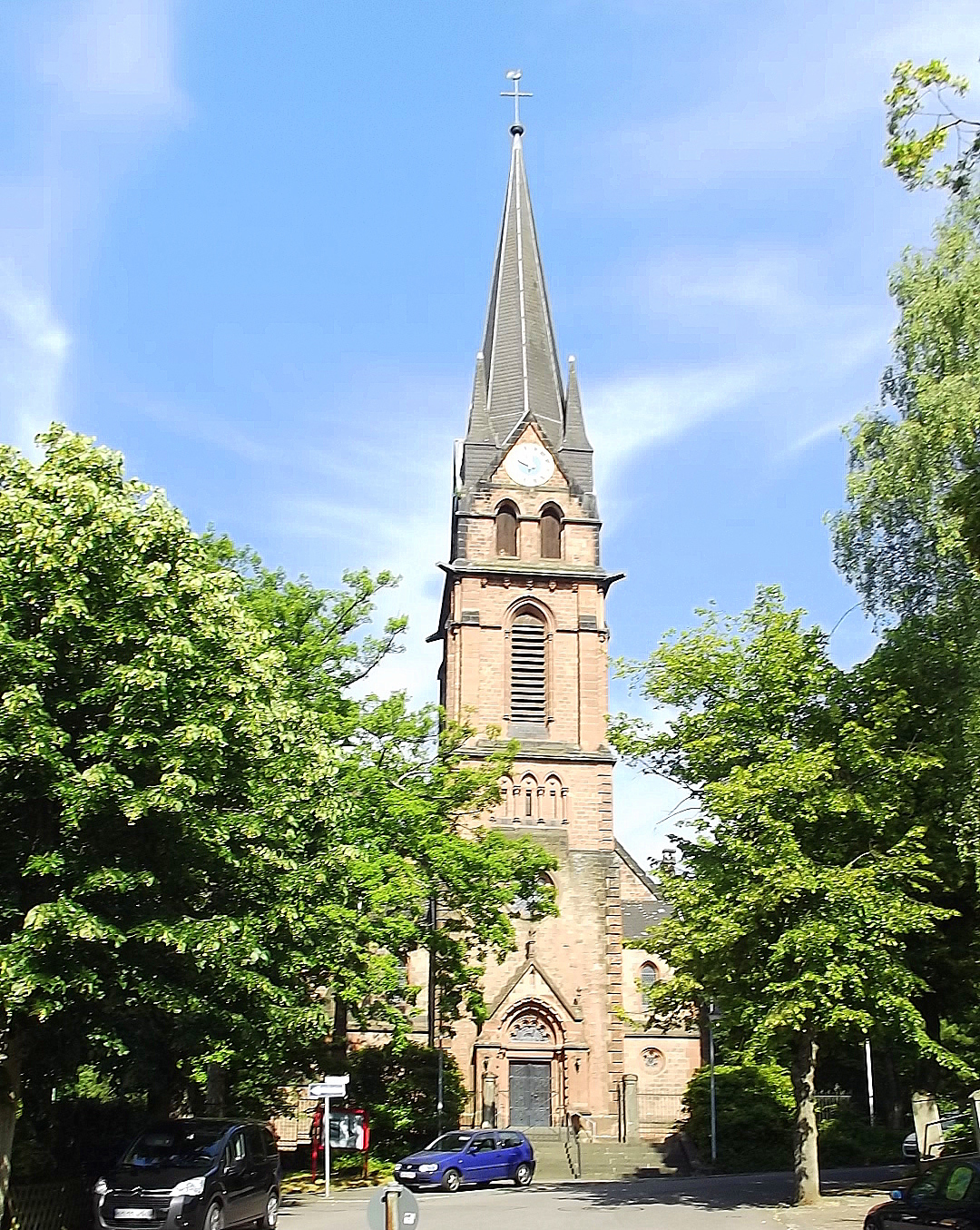
Die evangelische Kirche in Friedrichsthal/Saar

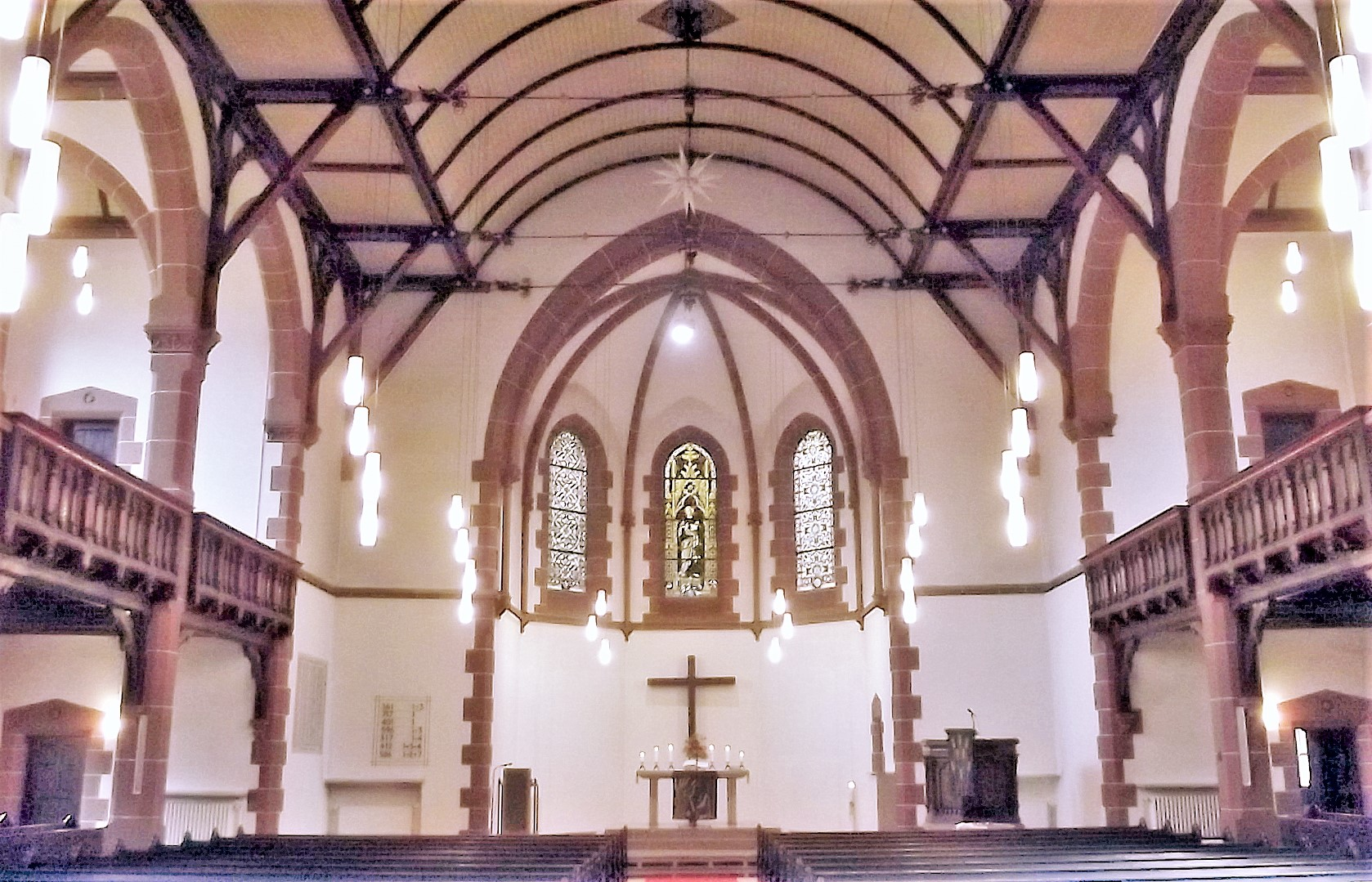
Blick ins Innere der Kirche

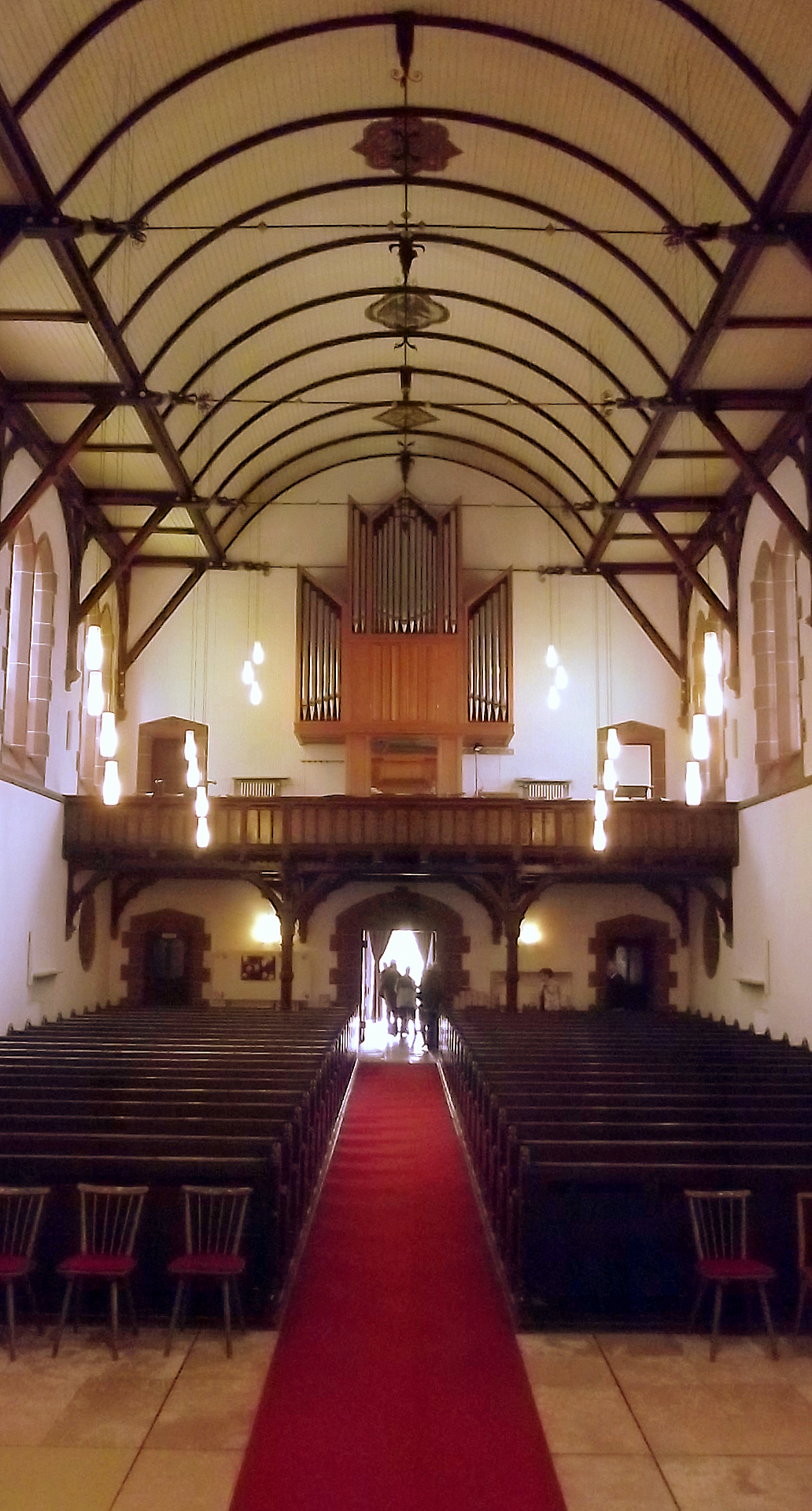
Blick zur Orgelempore

Die Evangelische Kirche im saarländischen Friedrichsthal, Regionalverband Saarbrücken, gehört zur Evangelischen Kirchengemeinde Friedrichsthal, die dem Kirchenkreis Saar-Ost der Evangelischen Kirche im Rheinland zugeordnet ist. In der Denkmalliste des Saarlandes ist die Kirche als Einzeldenkmal aufgeführt.

## Geschichte
Der Vorgängerbau der heutigen Kirche wurde im Jahr 1862 etwas nördlich der Ortsmitte von Friedrichsthal errichtet, musste aber wegen Bergschäden im Jahr 1895 geschlossen werden und wurde im September des gleichen Jahres abgerissen.
An bergsicherer Stelle erfolgte in den Jahren 1895 bis 1897 der Neubau der Kirche nach Plänen des Architekten Heinrich Güth (Saarbrücken), dessen erster Kirchenbau dies war. Die Grundsteinlegung fand am 28. Juli 1895 statt, die Einweihung der fertiggestellten Kirche am 6. Januar 1897.
Während des Zweiten Weltkrieges erlitt die Kirche keine größeren Schäden.
In den 1980er Jahren musste der Turm wegen Mauerwerksschäden saniert werden.

## Architektur und Ausstattung
Die Kirche wurde im Stil des Historismus erbaut, wobei vor allem auf Formen staufischer Frühgotik zurückgegriffen wurde. Das Kirchengebäude, dessen Grundriss die Form eines lateinischen Kreuzes hat, ist ein Rechtecksaal mit Querhaus und einem fünfseitigen, polygonalen Chor, der in Gestalt einer Apsis an den Saal angefügt ist. Der Westseite des Langhauses ist in der Mittelachse ein von zwei Treppenhäusern flankierter Turm mit Spitzhelm vorangestellt. Das Langhaus ist dem Prinzip der Saalkirche folgend einschiffig und wird nach drei Jochen von einem zweijochigen Querhaus durchbrochen. In die beiden östlichen Winkel aus Lang- und Querhaus sind zwei Treppenhäuser eingestellt. An den Chor ist seitlich eine Sakristei angebaut.
Das aufgehende Mauerwerk besteht aus hellem Sandstein, während die Architekturteile als Kontrast hierzu aus rotem Sandstein bestehen.
Das Innere der Kirche wird von Holzeinbauten bestimmt, zu denen u. a. Emporen gehören, die die Querhausarme ausfüllen. Bestimmend für den Raumeindruck ist die große hölzerne Halbtonne auf Kragkonsolen. In der Chorapsis findet sich ein Rippengewölbe.
Zur Ausstattung der Kirche gehören Bänke und die Kanzel, die noch aus der Erbauungszeit stammen. Altar und Orgel sind dagegen neueren Ursprungs.
Auf dem Grundstück der Kirche steht auch das 1895 fertigstellte Pfarrhaus, das in keiner baulichen Verbindung zum Kirchengebäude steht. Für den Entwurf des Pfarrhauses zeichnete der Architekt der Kirche Heinrich Güth verantwortlich.

## Orgel
Die Orgel der Kirche wurde 1968 von Hermann Eule Orgelbau (Bautzen) erbaut. Das Schleifladen-Instrument verfügt über 22 Register, verteilt auf zwei Manuale und Pedal. Die Spiel- und Registertraktur ist mechanisch. Die Disposition lautet wie folgt:
| I Hauptwerk C–g3 |             |       |
| 1.               | Quintadena  | 16′   |
| 2.               | Prinzipal   | 8′    |
| 3.               | Koppelflöte | 8′    |
| 4.               | Oktave      | 4′    |
| 5.               | Nasat       | 2 ⁄3′ |
| 6.               | Flachflöte  | 2′    |
| 7.               | Mixtur IV–V |       |
| 8.               | Schalmei    | 8′    |

| II Schwellpositiv C–g3 |            |       |
| 9.                     | Gedackt    | 8′    |
| 10.                    | Prinzipal  | 4′    |
| 11.                    | Rohrflöte  | 4′    |
| 12.                    | Oktave     | 2′    |
| 13.                    | Quinte     | 1 ⁄3′ |
| 14.                    | Zimbel III |       |
| 15.                    | Krummhorn  | 8′    |
|                        | Tremulant  |       |

| Pedal C–f1 |                  |     |
| 16.        | Subbaß           | 16′ |
| 17.        | Prinzipalbaß     | 8′  |
| 18.        | Gedacktpommer    | 8′  |
| 19.        | Dolkan           | 4′  |
| 20.        | Nachthorn        | 2′  |
| 21.        | Rauschpfeife III |     |
| 22.        | Lieblich Posaune | 16′ |

- Koppeln: II/I, I/P, II/P